# 阿哥馬水源地省級公園
阿哥馬水源地省級公園（英語：Algoma Headwaters Provincial Park）是加拿大安大略省阿哥馬區和薩德柏立區的大型省級公園，位於蘇聖瑪麗東北方約90（56英里）處的一片未開發原野。

## 簡介
阿哥馬水源地省級公園地處原前寒武紀古岩盤的加拿大地盾上，擁有低矮的山丘、森林、濕地和相互連通的水道。由其名稱所示，多條河流的源頭皆位在公園境內，包括奧比納東河、巴察瓦納河、契皮瓦河、花園河、古拉斯河、蒙特婁河（安大略省阿哥馬區、薩德柏立區）、密西沙基河和努沙托蓋尼河（Nushatogaini River）等。
公園東北方約8,600公頃（21,000英畝）的區域被指定為原野區，為當地最偏遠、原始的區域，未鋪設道路且禁止任何機動車輛和交通工具（如機動船、越野型沙灘車和雪上摩托車）通行。涵蓋戈德湖（Gord Lake）以西的原始北美喬松（白松）林，為阿哥馬地區古老、具代表性的原始白松樣本之一。
除原野區和若干個自然環境區外，阿哥馬水源地省級公園也在梅吉桑湖（Megisan Lake）旁設立2個歷史區，保護過去傳統原住民族製作獨木舟的地點，以及被作為獨木舟和冬季路線中心的遺址。
阿哥馬水源地省級公園為非營運公園，未提供任何服務或設施。僅允許划船、獨木舟、釣魚和狩獵的活動。

## 標誌性遺址
阿哥馬水源地省級公園向南與古拉斯河省級公園相接，東南毗鄰奧比納東-努沙托蓋尼河省級公園，向西接壤蘭杰北部保護區（Ranger North Conservation Reservet），四個自然保護區共同組成「阿哥馬水源地標誌性遺址」（Algoma Headwaters Signature Site）。
占地面積7,020公頃（17,300英畝）的蘭杰北部保護區自1997年成立，其中的奎因湖（Quinn Lake）、布利斯湖（Bliss Lake）和加洛威湖（Galloway Lake）周圍覆蓋大量白松和赤松林。根據估計，該處為安大略省最古老的松樹林之一，部分樹齡已超過350年。